# Лукьяненко, Александр Митрофанович
Александр Митрофанович Лукьяненко (9 августа 1880, Киев — 20 августа 1974, Ялта) — русский советский филолог, профессор Крымского педагогического института, затем Саратовского университета.

## Биография
Из потомственных дворян Киевской губернии. Сын агронома Митрофана Харитоновича Лукьяненко.
В 1890 году поступил в приготовительный класс Киевской 1-й гимназии, курс которой окончил в 1899 году с золотой медалью. В том же году поступил в Университет Св. Владимира на историко-филологический факультет. Еще будучи студентом был удостоен золотой медали за сочинение «Кайкавское наречие», которое впоследствии был награждено и золотой медалью имени гр. Д. А. Толстого со стороны отделения русского языка и словесности Императорской академии наук. В 1903 году окончил историко-филологический факультет с дипломом 1-й степени и в том же году был оставлен при университете для приготовления к профессорскому званию по кафедре славянской филологии.
В 1907 году выдержал магистерское испытание, после чего был избран приват-доцентом. В 1907—1909 годах находился в заграничной командировке, в это время работал в библиотеках Вены, Будапешта, Загреба, Праги, Белграда, Софии, Филиппополя и Константинополя. В научных целях посетил Афон, Македонию, сербо-хорватские, болгарские, чешско-словацкие и польские земли. По возвращении из-за границы читал в Университете Св. Владимира, в качестве штатного доцента, обязательные курсы по славянской филологии. Одновременно состоял профессором Киевских высших женских курсов по тому же предмету. В 1911 году защитил магистерскую диссертацию «Политическая и литературная деятельность братьев Зринских и Франца Франкопана», два года спустя удостоенную Императорской академией наук премии имении А. А. Котляревского. 17 декабря 1912 года назначен исправляющим должность экстраординарного профессора Университета Св. Владимира по кафедре славянской филологии, каковую занимал до 1920 года. Из наград имел орден Святой Анны 3-й степени (1915).
В 1920 году состоял членом комиссии по открытию Таврического филиала Киевского университета. В 1920—1922 годах был приват-доцентом, затем и. о. ординарного профессора Таврического университета по кафедре славянской филологии. В 1922—1925 годах — профессор Крымского университета по кафедре русского языка и сравнительного языкознания. В 1925—1934 годах — профессор, декан отделения русского языка и литературы Крымского педагогического института.
В 1934—1941 годах — профессор и заведующий кафедрой русского языка Саратовского педагогического института. В 1937 году повторно получил степень доктора филологических наук. В 1941—1963 годах — профессор и заведующий кафедрой славяно-русского языкознания Саратовского университета. В 1941—1944 годах преподавал славистику в Ленинградском университете, эвакуированном в Саратов. В 1963—1973 годах — профессор-консультант Саратовского университета.
Скончался в 1974 году в Ялте.

## Труды
- Новые данные для характеристики гуцульских говоров. — Киев, 1904.
- Шиллер, Пушкин и Островский в изображении эпохи Смутного времени на Руси. — Киев, 1904.
- Кайкавское наречие. — Киев, 1905.
- Почаевский сборник Киевской духовной академии молдаво-болгарской редакции XVI века со стороны своего языка. — СПб., 1905.
- О языке Несторова жития преподобного Феодосия Печерского по древнейшему из дошедших списков. — Варшава, 1907.
- Шиллер, как драматург эпохи «бури и натиска». — Киев, 1908.
- Основные мотивы драматического творчества Шиллера. — Киев, 1908.
- Основные методы и направления в области славянского языкознания в связи с историческим ходом развития науки языкознания вообще, индоевропейского в частности. — Киев, 1909.
- Политическая и литературная деятельность братьев Зринских и Франца Франкопана: из истории политической и экономической жизни хорватов XVII в. и из истории развития у хорватов литературы и выработки литературного языка. — Киев, 1911.
- Древний церковно-славянский язык, его значение и место в цикле наук филологических и богословских. — Киев, 1912.
- Культурно-историческая роль Болгарии в судьбах славянства вообще, России в частности. — Киев, 1913.
- Сравнительная грамматика славянских языков: пособие к лекциям. — Киев, 1914.
- Пособие к лекциям по истории болгарской литературы. — Киев, 1915.
- Русский язык, как предмет преподавания в тюрко-татарских школах: научно-методический очерк. — Баку, 1926.
- Очерк научной и педагогической деятельности проф. Е. В. Петухова к моменту ее сорокалетия (1887—1927). — Симферополь, 1927.
- Речь человека в представлении современной науки языковедения. — Симферополь, 1928.
- Русский язык, как предмет преподавания в тюрко-татарских школах: научно-методический очерк. — 2-е изд. — Симферополь, 1928.
- Материалы по говорам Саратовской области / Под ред. проф. д-ра филол. наук А. М. Лукьяненко. — Саратов, 1952.
- В помощь учителю русского языка: сборник статей / [Ред. коллегия: проф. А. М. Лукьяненко (пред.) и др.]. — Саратов, 1963.